# Euchorthippus nigrilineatus
Euchorthippus nigrilineatus är en insektsart som beskrevs av Zheng, Z. och Xiaolin Wang 1993. Euchorthippus nigrilineatus ingår i släktet Euchorthippus och familjen gräshoppor. Inga underarter finns listade i Catalogue of Life.